# Karol Kotula
Karol Kotula (26. února 1884 v Dolním Těrlicku – 8. prosince 1968 ve Varšavě) byl polský evangelický duchovní.
V letech 1951–1959 zastával úřad biskupa Evangelicko-augsburské církve v Polsku.
Je autorem postily W ciszy i skupieniu (1964).
Je pohřben ve Varšavě.